# Кириловка (Тараклийский район)
Кириловка (рум. Chirilovca) — село в Тараклийском районе Молдавии. Наряду с сёлами Виноградовка, Чумай и Мирное входит в состав коммуны Виноградовка.

## География
Село расположено на высоте 69 метров над уровнем моря. Расстояние до административного центра коммуны — села Виноградовка 3 км.

## Население
По данным переписи населения 2004 года, в селе Кириловка проживает 253 человека (126 мужчин, 127 женщин).
Этнический состав села:
| Национальность | Число жителей | Процентный состав |
| -------------- | ------------- | ----------------- |
| украинцы       | 82            | 32,41             |
| гагаузы        | 61            | 24,11             |
| молдаване      | 49            | 19,37             |
| болгары        | 32            | 12,65             |
| русские        | 28            | 11,07             |
| прочие         | 1             | 0,4               |
| Всего          | 253           | 100 %             |

## Экономика
Экономика села ограничивается обработкой сельскохозяйственных земель и торговлей. Сельскохозяйственный потенциал села достаточно высок, однако в связи с рядом факторов имеет низкую производительность: недоразвитый технологический сектор, вызванный недостатком инвестиций и затруднённый доступ к кредитам, низкая заработная плата работников, трудовая миграция. Безработица остаётся одной из наиболее острых проблем, с которой сталкивается население на протяжении последних лет.

## Водные ресурсы
Водные ресурсы Кириловки представлены поверхностным водами. Поверхностные источники воды ограничены. Качественных ресурсов для обеспечения питьевой водой и водой для ирригации недостаточно.
Поверхностные воды
Поверхностные воды в селе Кириловка представлены рекой Ялпуг, которая протекает рядом с населённым пунктом. Поверхностные воды не могут использоваться для обеспечения жителей села питьевой водой.

## Водоснабжение и водоотведение
Население села имеет существенные проблемы, связанные с доступом к питьевой воде. По состоянию на 2016 год в населённом пункте, состоящем из 66 хозяйств, отсутствует водопровод и канализация. Население обеспечивается привозной водой из села Чумай частным способом.